# Коралова змия
Коралова змия е обобщено название на около 64 вида змии от сем. Elapidae, род Micrurus. Средно на две години се открива нов вид. Близки родове змии са Leptomicrurus и Micruroides, които са подобни на кораловите змии. Най-добре изучени са следните видове коралови змии: Обикновена коралова змия (Micrurus Corallinus), Западномексиканска аспида (M.Distans), Змия на Дюмерил (M.Dumerilii) Коброва коралка (M.Frontalis), Арлекинова коралова змия (M.Fulvius), Лентова коралова змия (M.Lemniscatus), Централноамериканска коралова змия (M.Nigrocinctus), Карибска коралова змия (M.Psyches), Гигантска коралова змия (M.Spixii) и M.Tener.

## Видове
M.Altirostris, M.Ancoralis, M.Annellatus, M.Averyi, M.Bernadi, M.Bocourti, M.Bogerti, M.Browni, M.Catamayensis, M.Clarki, M.Collaris, M.Corallinus, M.Decoratus, M.Diana, M.Diantema, M.Dissoleucus, M.Distans, M.Dumerilii, M.Elegans, M.Ephippifer, M.Filiformis,
M.Frontalis, M.Frontifasciatus, M.Fulvius, M.Hemprichii, M.Hippocrepis, M.Ibiboboca, M.Isozonus, M.Langsporffi,
M.Laticollaris, M.Latifasciatus, M.Lemniiscatus, M.Limbatus, M.Margaritiferus, M.Medemi, M.Mertensi, M.Mipartitus, MMultifsciatus, M.Multiscutatus,
M.Varducci, M.Nedularis, M. Nigrocinctus, M.Pacaraimae, M.Pachecogili, M.Paraensis, M.Peruvianus, M.Petersi,
M.Proximans,
M.Psyches, M.Putumayensis, M.Pyrshocryptus, M.Remotus, M.Ruataus, M.Sangilensis, M.Scutiventris, M.Spixii, M.Srurelii,
M.Sthdachneri, M.Stewarti, M.Surinanensis, М.Tener, M.Tricolor, M.Tschudii.

## Близки родове
Leptomicrurus и Micruroides.

## Характеристики
Малка змия, с дължина 0,3 – 0,8 m. Гигантската коралова змия достига 1,6 m (2,12). Тялото е елегантно, тънко. Главата е малка, свързана с тялото. Окраската включва редуващи се ярки пръстени, като цветовете са различни, според вида. При обикновената коралова змия (М.Corallinus) пръстените са в следния ред: широка червен, тънък бял, средно широк черен, тънък бял, широк червен. Предната част на главата е черна (тъмносиня), краят на опашката е черен, с осем бели пръстена, а върхът ѝ е бял. Характерно за повечето видове е, че имат едва забележими черни точки по кожата. Отровните зъби са предни, много малки. Отровата е нервотоксична, изключително силна.

## Разпространение и местообитание
Кораловите змии се срещат в двете Америки от САЩ до Аржентина и Уругвай, също на някои от Карибските острови.

## Начин на живот
Живее от морското равнище до високо в планините (2600 m, Колумбия). Обитава джунгли, дъждовни гори, полупустини (Мексико). Намирана е в някои градове.
Прекарва живота си на земята, рядко се катери по дърветата. За разлика от повечето видове змии, не обича водата и плува лошо. Предпочита песъчливи почви, шума, обича да се зарива и крие. Храни се предимно с безгръбначни, насекоми, жаби, гущери и други змии. Тези змии са плячка на доста голям диапазон животни. Те рядко хапят дори и при самозащита.